# جانت تامپسون (بازیکن بسکتبال)
جانت تامپسون (انگلیسی: Janet Thompson; ۱۱ ژوئیهٔ ۱۹۳۳ – ۹ ژوئیهٔ ۲۰۱۴) بازیکن بسکتبال اهل ایالات متحده آمریکا بود.
از باشگاه‌هایی که در آن بازی کرده‌است می‌توان به اشاره کرد.